# Taeniotes similis
Taeniotes similis là một loài bọ cánh cứng trong họ Cerambycidae.